# Campeonato Mundial de Halterofilismo de 2010 - Mais de 105 kg masculino
A categoria mais de 105 kg masculino foi um evento do Campeonato Mundial de Halterofilismo de 2010, disputado no Centro de Exposição de Antália, em Antália, na Turquia, entre 25 e 26 de setembro de 2010. 

## Calendário
Horário local (UTC+3)
| Dia            | Horário | Fase    |
| -------------- | ------- | ------- |
| 25 de setembro | 20:30   | Grupo C |
| 26 de setembro | 13:00   | Grupo B |
| 26 de setembro | 16:00   | Grupo A |

## Medalhistas
| Evento    | Ouro                   | Ouro   | Prata                  | Prata  | Bronze               | Bronze |
| --------- | ---------------------- | ------ | ---------------------- | ------ | -------------------- | ------ |
| Arranque  | Evgeny Chigishev (RUS) | 210 kg | Behdad Salimi (IRI)    | 208 kg | Artem Udachyn (UKR)  | 205 kg |
| Arremesso | Matthias Steiner (GER) | 246 kg | Behdad Salimi (IRI)    | 245 kg | Jeon Sang-guen (KOR) | 242 kg |
| Total     | Behdad Salimi (IRI)    | 453 kg | Matthias Steiner (GER) | 440 kg | Artem Udachyn (UKR)  | 440 kg |

## Recordes
Antes desta competição, o recorde mundial da prova era o seguinte:
| Recorde         | Tipo      | Atleta                  | Peso   | Local       | Data                   |
| Recorde Mundial | Arranque  | Hossein Rezazadeh (IRI) | 213 kg | Qinhuangdao | 14 de setembro de 2003 |
| Recorde Mundial | Arremesso | Hossein Rezazadeh (IRI) | 263 kg | Atenas      | 25 de agosto de 2004   |
| Recorde Mundial | Total     | Hossein Rezazadeh (IRI) | 472 kg | Sydney      | 26 de setembro de 2000 |

## Resultado
Os resultados foram os seguintes. 
| Pos.              | Atleta                      | Grupo | Peso   | Arranque (kg) | Arranque (kg) | Arranque (kg) | Arranque (kg)     | Arremesso (kg) | Arremesso (kg) | Arremesso (kg) | Arremesso (kg)    | Total |
| Pos.              | Atleta                      | Grupo | Peso   | 1             | 2             | 3             | Resultado         | 1              | 2              | 3              | Resultado         | Total |
| ----------------- | --------------------------- | ----- | ------ | ------------- | ------------- | ------------- | ----------------- | -------------- | -------------- | -------------- | ----------------- | ----- |
| Medalha de ouro   | Behdad Salimi (IRI)         | A     | 162.01 | 203           | 208           | 211           | Medalha de prata  | 241            | 245            | 247            | Medalha de prata  | 453   |
| Medalha de prata  | Matthias Steiner (GER)      | A     | 146.07 | 190           | 194           | 196           | 5                 | 233            | 241            | 246            | Medalha de ouro   | 440   |
| Medalha de bronze | Artem Udachyn (UKR)         | A     | 158.13 | 195           | 201           | 205           | Medalha de bronze | 235            | 242            | —              | 5                 | 440   |
| 4                 | Jeon Sang-guen (KOR)        | A     | 158.89 | 185           | 185           | 190           | 13                | 230            | 241            | 242            | Medalha de bronze | 427   |
| 5                 | Sajjad Anoushiravani (IRI)  | A     | 149.29 | 185           | 185           | 191           | 7                 | 228            | 228            | 235            | 4                 | 426   |
| 6                 | Andrey Kozlov (RUS)         | A     | 147.69 | 185           | 190           | 195           | 8                 | 230            | 238            | 240            | 6                 | 420   |
| 7                 | Mohamed Ihsan (EGY)         | B     | 149.13 | 180           | 186           | 190           | 9                 | 221            | 228            | —              | 7                 | 418   |
| 8                 | An Yong-kwon (KOR)          | A     | 141.25 | 190           | 190           | 191           | 6                 | 225            | —              | —              | 9                 | 416   |
| 9                 | Dimitrios Papageridis (GRE) | B     | 134.72 | 177           | 182           | 185           | 12                | 210            | 215            | 220            | 12                | 405   |
| 10                | Chen Shih-chieh (TPE)       | B     | 135.85 | 170           | 175           | 178           | 18                | 210            | 223            | 226            | 8                 | 401   |
| 11                | Yauheni Zharnasek (BLR)     | B     | 142.94 | 175           | 180           | 180           | 16                | 210            | 215            | 221            | 11                | 401   |
| 12                | Irakli Turmanidze (GEO)     | B     | 120.36 | 175           | 180           | 185           | 11                | 205            | 210            | 215            | 14                | 400   |
| 13                | Pat Judge (USA)             | B     | 155.05 | 165           | 173           | 178           | 20                | 215            | 215            | 223            | 10                | 396   |
| 14                | Jiří Orság (CZE)            | B     | 121.84 | 175           | 180           | 180           | 15                | 215            | 221            | 225            | 15                | 395   |
| 15                | Péter Nagy (HUN)            | B     | 150.25 | 183           | 190           | 191           | 14                | 212            | 212            | 218            | 18                | 395   |
| 16                | Kazuomi Ota (JPN)           | B     | 144.10 | 175           | 180           | 180           | 19                | 210            | 214            | 221            | 16                | 389   |
| 17                | Daniel Dołęga (POL)         | B     | 116.38 | 173           | 178           | 183           | 17                | 202            | 212            | 212            | 21                | 380   |
| 18                | Julio Arteaga (ECU)         | B     | 133.41 | 163           | 168           | 172           | 21                | 207            | 217            | 220            | 20                | 379   |
| 19                | George Kobaladze (CAN)      | C     | 126.17 | 162           | 162           | 165           | 24                | 212            | 218            | 218            | 17                | 377   |
| 20                | Petr Hejda (CZE)            | B     | 137.22 | 158           | 163           | 166           | 26                | 205            | 210            | 215            | 19                | 373   |
| 21                | Egidijus Remėza (LTU)       | B     | 108.50 | 165           | 170           | 175           | 22                | 200            | 207            | 207            | 22                | 370   |
| 22                | Ondrej Kružel (SVK)         | C     | 129.83 | 157           | 163           | 168           | 25                | 199            | 205            | 207            | 24                | 362   |
| 23                | Christian López (GUA)       | C     | 120.43 | 165           | 165           | 171           | 23                | 190            | 196            | 196            | 25                | 361   |
| 24                | Chao Shih-chieh (TPE)       | C     | 138.42 | 160           | 160           | 165           | 28                | 195            | 203            | 203            | 26                | 355   |
| 25                | Collin Ito (USA)            | C     | 130.81 | 146           | 150           | 152           | 31                | 191            | 196            | 200            | 23                | 346   |
| 26                | Fernando Reis (BRA)         | C     | 122.98 | 155           | 155           | 155           | 29                | 190            | 190            | —              | 27                | 345   |
| 27                | Teemu Roininen (FIN)        | C     | 138.46 | 145           | 149           | 152           | 30                | 190            | 196            | 197            | 28                | 342   |
| 28                | Sandeep Kumar (IND)         | C     | 114.28 | 132           | 137           | 141           | 33                | 175            | 180            | 183            | 29                | 324   |
| 29                | Rupinder Singh (IND)        | C     | 112.57 | 137           | 145           | 150           | 32                | 175            | 180            | 180            | 30                | 320   |
| 30                | William Ainslie (RSA)       | C     | 133.97 | 127           | 133           | 138           | 34                | 165            | 170            | 170            | 31                | 303   |
| —                 | Evgeny Chigishev (RUS)      | A     | 133.96 | 202           | 207           | 210           | Medalha de ouro   | 240            | 241            | 241            | —                 | —     |
| —                 | Viktors Ščerbatihs (LAT)    | A     | 132.36 | 190           | 195           | 200           | 4                 | 231            | 232            | 235            | —                 | —     |
| —                 | Almir Velagić (GER)         | A     | 138.13 | 186           | 191           | 191           | 10                | —              | —              | —              | —                 | —     |
| —                 | Lasha Talakhadze (GEO)      | C     | 130.34 | 157           | 162           | 162           | 27                | 180            | 180            | —              | —                 | —     |
| —                 | Ihor Shymechko (UKR)        | A     | 136.14 | 200           | 200           | 201           | —                 | 220            | 230            | 231            | 13                | —     |